# 新九郎、奔る!
『新九郎、奔る！』（しんくろう、はしる）は、ゆうきまさみによる日本の歴史漫画。
『月刊!スピリッツ』（小学館）にて、2018年3月号（2018年1月27日発売）から2019年12月号（2019年10月27日発売）まで連載された後、『週刊ビッグコミックスピリッツ』（同社刊）へ移籍して、2020年7号から隔週で連載中。

## 概要
本作は、室町時代から戦国時代前期の人物で、後世「北条早雲」の名で知られる伊勢新九郎盛時を主人公とした歴史漫画である。
北条早雲は、従来は「一介の素浪人からのし上がった悪知恵に長じた英雄」と考えられていたが、本作では近年の学説に基づき「名門の出身」として描いている。室町幕府の体制と共に生きる「名門伊勢家の一員」として育ち、応仁の乱などを通して自身の理想との矛盾に葛藤しながら、やがて戦国大名へと転身していくその生涯を描く。
歴史描写については、新九郎の出自の他、基本的に近年の歴史学で主流の説を採用しつつ、史実が不明な部分に創作を導入している。また、これらの考証協力者として、中世史家の本郷和人、黒田基樹らをクレジットしている。

## 作風と執筆意図
著者のゆうきは、伊勢新九郎盛時を題材とした漫画について昔から執筆の意図があり、2016年ごろから資料を集めていたという。その構想を練る中で、新九郎について過去に抱いていたイメージが塗り替えられ、新九郎の少年時代から物語を始めるしかないと決意したとしている。
勧善懲悪にしない
2022年のインタビューでは、物語の根底にある考え方として、応仁の乱などの戦乱も「自分が生き延びるための最適解を（それぞれが）一生懸命に求めた末に起こった」「誰もが悪人や愚か者になりえる時代だったはず」とし、「主人公を持ち上げるための（一方的な）愚か者や悪人は描かない」「現代社会が新九郎の生きた室町時代と変わらない」としている。
軽妙なギャグ表現
一方で軽妙なギャグ表現も多数描いている。歴史作品としてのストーリーを崩さない部分では、登場人物が「最新モデルのカタログ」「同人誌」といった現代語を発したり、JR西日本のチケットなどの当時明らかに存在しない品物が登場することで笑いを取る表現を用いている。
実名を呼ばない
また、登場人物の台詞では「実名を呼ばない」という当時の慣習に従い、朝廷の官途名・受領名(伊勢守、備前守、掃部助、新左衛門尉など)、幕府の役職名（公方、関東管領など）、仮名（新九郎、太郎など）、「御所様」「御屋形様」といった敬語を用いているが、そこに実名の読み仮名のルビを振っている。例えば今川義忠は、家臣からは「御屋形様」、他家からは「治部大輔（殿）」「上総介（殿）」と呼ばれ、そこに「よしただ」というルビを振って表記される。

## 伊勢新九郎盛時の設定
主人公である北条早雲こと伊勢新九郎盛時は出自・生年について諸説ある人物であるが、本作品では近年の歴史学で主流となっている伊勢氏支流・備中伊勢家の出自で康正2年（1456年）生まれの享年64歳説（応仁の乱開戦時に12歳、伊豆国・堀越御所討入時に38歳）を採用している。
父は最新の説に従い室町幕府官僚で幕府申次衆の伊勢盛定としている。
一方で母は盛定正室（伊勢宗家当主・伊勢貞国の娘）ではなく、『北条五代記』に準じ盛定の側室で尾張国国衆・横井掃部助時任の娘を生母としている。横井氏は鎌倉幕府執権北条氏の末裔であるとする伝承があり伊勢新九郎盛時（とその子孫である後北条氏）は鎌倉幕府執権北条氏の血をひくことになる。
新九郎の生誕の地は父の所領がある備中国荏原郷ではなく、将軍に直接仕える父とその一家が暮らす京都とし、少年期に傅（もり）役・乳母夫の大道寺右馬助が代官を務める山城国宇治で育ち、元服後に父の名代として荏原に下向したこととしている。
なお、新九郎の前半生については史実が不明な点が多く、本作では大部分を創作で補っている。

## あらすじ
時は明応2年（1493年）、伊豆国・堀越御所に手勢を率いて討ち入る1人の男がいた。その名は伊勢新九郎盛時。室町幕府奉公衆として、幕命により足利茶々丸の首を獲りに来た38歳の新九郎だが、その心中では1つの決意を固めていた。「明日から、俺の主は俺だ!」

### 応仁の乱 編（第1 - 3集）
遡ること27年前、文正元年（1466年）8月。山城国宇治の館で育てられていた当年11歳の伊勢千代丸は、元服に向け京の都へと戻り、伊勢一門の宗家・伊勢伊勢守家の邸に住む父・盛定の一家・伊勢備前守家と暮らすことになる。
その年に起こった「文正の政変」により、伯父にあたる伊勢一門の宗家当主・伊勢貞親と父・盛定が近江国へ逃亡したことから、伊勢貞宗が伊勢伊勢守家当主を継ぎ、諸大名との関係の改善を図りつつ政務をこなすことになる。その中で千代丸も、幕府重鎮の大名・細川勝元、山名宗全らから知遇を得ていく。
応仁元年（1467年）の「応仁の乱」で、京都を東西に二分する戦火の最中、千代丸は12歳で元服し、名も伊勢新九郎盛時と改める。その後、将軍・足利義政の弟・足利義視に仕えていた新九郎の兄・八郎貞興が、伊勢盛景により謀反人として討ち取られる。兄を救えなかった自身の無力をなげく新九郎だったが、家臣たちに「どうか立派な主になってください」と懇願され、理想の主となることを誓う。

### 領地経営 編（第4 - 7集）
文明3年（1471年）、16歳になった新九郎は盛定の名代として、領地問題を抱える所領の「備中荏原郷」へと向かう。この地は新九郎らの伊勢備前守家と、新九郎の伯父の伊勢掃部助家で分割統治していた。しかし、領主である盛定が放任していたため、「荏原政所」と結託した掃部助家が支配力を強め、備前守家の年貢は大幅に減収していた。
問題解決のために奔走し、盛景の子で従兄にあたる盛頼、掃部助家に服従しない那須家の弦姫らと関わる中で、新九郎は成長していく。そんな折、「将軍交代を謀った裏工作」が露見したことで貞親が出奔したことから、父の盛定は出家して、新九郎が伊勢備前守家当主となる。領地問題も落着したさなか、密かに思いを寄せていた弦姫が盛頼に嫁ぎ、新九郎の初恋は泡と消えてしまう。
京では流行り病が頻発し、義母の須磨も病で亡くなり、その影響で父も鬱病になったことから新九郎が職務を代行することになる。文明5年（1473年）、応仁の乱のきっかけになった「伊勢貞親、山名宗全、細川勝元」らが死去し、世代交代の波が押し寄せる。

### 駿河騒乱 編（第8 - 10集）
文明8年（1476年）、新九郎の姉・伊都の嫁ぎ先である駿河の今川家にて、伊都の夫・今川義忠が暴挙ともいえる戦を起こして乱戦で亡くなり、家の存続のため家督争いが生じる。姉と甥たちを救うため、21歳になった新九郎は「幕府の調停役」として駿河へと旅立つ。
まだ幼い今川家の嫡男・龍王丸の対抗馬として、反対勢力が担ぎだしたのは今川新五郎範満。彼らは、「関東きっての戦上手」とされる相模守護の家宰・太田資長（道灌）を引き入れ、新九郎は道灌と交渉を行うことになる。キレ者の道灌の掌の上で転がされながらも、双方の妥協点として「新五郎を当主代行とする」ことに決まり、血を見ることなく終決する。

### 家督の行方 編（第11 - 14集）
文明10年（1478年）、対立する新五郎陣営が着々と地固めをする中、23歳になった新九郎は「亡くなった今川義忠が残した譲状」を偽造しようと計画。翌年、新九郎が書いた譲状は、審理にかけられ「本物」であると判断される。新五郎陣営との交渉の結果、7年間の時限付きでこのまま新五郎に当主代行を任せ、その後は元服した龍王丸に引き継がせることで合意する。
しかし、その後も「駿河での地固め」には多額の資金が必要であり、新九郎は金策に走り回ることになる。文明13年（1481年）、26歳になった新九郎は「徳政令」の申請をして、家の借金を片付ける。それまで幕府の仕事をしてこなかった新九郎だったが、足利義尚の「申次」の役職に就くことになり、これにより家の財政問題はひとまず改善される。
文明16年（1484年）、29歳になった新九郎は、幼少より屋敷に遊びに来ており皆にも打ち解けていた、小笠原政清の末娘で18歳のぬいと結婚する。

### 当主交代 編 （第15 - 17集）
文明18年（1486年）、新九郎らが秘密裏にバラまいていた「道灌に謀反の心あり」という噂話が発端となり、主人の扇谷修理大夫定正によって道灌は謀殺されてしまう。これにより、対立する新五郎陣営は後ろ盾がなくなる中で、当主交代の期限が訪れる。
31歳になった新九郎は、龍王丸を伴って駿河へと向かう。病によって生い先短い新五郎は、甥の孫五郎を後継者にしたいと考え、当主交代に「条件」を突き付けてくる。その後、新五郎が病に倒れた際に、重臣の独断によって、養子にした孫五郎に今川家の家督を継がせた上に、駿河側との連絡役をしていた堀越源五郎を討ち取ったことから、両者は戦へと突入する。
駿府館に攻め込まれた孫五郎は討死し、新五郎は館に火をかけ切腹して亡くなる。その後、敗れた新五郎側の「国人衆」の決起鎮圧に追われ、長享2年（1488年）にわたって忙殺されるが、駿河を平定することに成功した新九郎は帰京する。

### 将軍交代編 （第18集 - ）
長享3年（1489年）、室町幕府第9代将軍の足利義尚が亡くなる。新たな将軍候補として足利義材、香厳院清晃の2人が担ぎ上げられる。翌年、政務に復帰した足利義政も、次期将軍を指名することなく亡くなり、第10代将軍は足利義材に決定した。しかし、その従弟である清晃は、いつか義材から将軍職を奪おうと画策するようになる。
延徳3年（1491年）、伊豆の堀越公方 足利政知が死去し、家督争いにより幽閉されていた足利茶々丸を救出した国人の軍勢は御所へ奇襲をかけて、茶々丸は家督を奪取する。その後、新九郎の伊勢家が統治していた「伊豆の所領」が、新領主となった茶々丸によって没収されてしまう。それによる財政困窮を打破すべく、36歳になった新九郎は「東荏原の所領」を盛頼に売却することを決断する。

## 登場人物

### 伊勢一門
伊勢氏は源平の合戦で都落ちし壇ノ浦で滅んだ平家と先祖を共通にする伊勢平氏の支流。室町幕府では初代将軍足利尊氏に仕え深く信頼されたことでその後一門から幕府の政所、申次衆、奉公衆などの重要な地位に多数の人材を輩出し、御所に入ればどの部署にも誰がしかいる。伊勢氏がいなければ幕府の政（まつりごと）が立ち行かなくなると作中で細川勝元に言わしめた。家事として故事や武家礼法（伊勢流）に詳しく弓馬を得意とする文武両道の家柄である。

#### 伊勢備前守家
新九郎の父で備中伊勢家の出身である盛定が、宗家伊勢守家の娘須磨を娶って興した家である。当初は新九郎の兄・八郎が継ぐはずであったが、八郎が死亡したため、新九郎が継ぐことになった。
伊勢新九郎盛時（いせ しんくろう もりとき）
（伊勢千代丸→伊勢新九郎盛時）
本作の主人公。幼名は千代丸（ちよまる）。正義感が強く、理屈や正論を好む。傅役の大道寺右馬介は千代丸について、置かれた環境と修行によってひとかどの武士にも立派な学識僧にも名のある職人にも容易になりそうだが、気の利いたことは言えないので商人になるのは難しそうだと評している。趣味は鞍造り（伊勢氏の家職でもあり宗家の邸内に工房がある）で、自作のデザインを書き留めた帳面を持ち歩いている。
第一話の文正元年（1466年）当時11歳。大道寺右馬介の宇治の家に暮らしていたが、京の伊勢宗家の屋敷内に住居がある父一家と暮らすことになる。応仁元年（1467年）夏、12歳で元服。元服を急いだのには、生母浅茅が貞藤の正妻となる前に盛定の子として元服したいという思いもあった。「盛時」という名乗りは、「盛」定の子であることを示すとともに、祖父・横井「時」任が一字をくれたもの。
盛定の隠居に伴い家督を継ぐも、義政の勘気に触れたことから無位無官無職の三冠王状態がしばらく続く。一時は徳政令を活用して借金処理をするなど綱渡りの家政運営が続くが、その後将軍となった義尚に気に入られていたことで奉公衆、申次に加わり、無職だけは脱した。さらに駿河に下向に際して伊豆の堀越公方・政知とも懇意になり、その奉公衆にも加わり、加えて駿河継承の功績で姉から富士下方の、政知から伊豆の、それぞれ三百貫の土地を得る。一方で駿河継承に1年以上かけてしまったことで義尚の勘気を蒙り、申次の職を事実上罷免となる。その後唯一残された約束として義尚に駿馬を送ろうとするも、当日に義尚の薨去を伝えられ、遭えぬまま今生の別れとなった。
義尚の死後は次期将軍継承に清晃を推すため暗躍するも、次期将軍に義材が決まると、義材本人や貞職の薦めもあり義材の奉公衆となり再度無職を脱した。
先述の通り正義感が強く理屈や正論を好むが、都のみならず領地の荏原や駿河・伊豆に度々行き来し、さらに政争にも巻き込まれることで考え方もすれてきており、やがて自分でも驚くような冷酷な発想もするようになる。
伊勢盛定（いせ もりさだ）
新九郎の父。官名は新左衛門尉→備中守→備前守。
備中伊勢家の四男だったが、都の宗家に出仕して先代伊勢守貞国に気に入られてその娘・須磨を娶る。結婚の際実家の備中伊勢家より備中国荏原荘の東半分を与えられる。義兄となった貞親の右腕として働くが、文正の政変で貞親ともども近江国へ落ちのびる。応仁の乱が起こると今川義忠の軍勢に守られて上洛し、間もなく貞親と共に赦免されるも、貞親の再失脚に際してあわてて出家・隠居したことが義政の勘気に触れた。その後出家は認められたものの、息子・新九郎は無位無官で過ごさざるを得なくなってしまった。また、申次の役得として礼銭の実入がよかったこともあって、所領である荏原の統治を疎かにしていた。
以降は備前入道正鎮を名乗り家督を新九郎に譲るが、度々雑事に悩む息子にアドバイスを送ることもしばしば。龍王などの子守りも当初は「見てるだけ」だったが、留守がちとなった新九郎や家人たちの子息の面倒を押し付けられているうちに慣れてしまい、孫の千代丸も彼に懐いている。
単行本3巻収録の読み切り外伝「新左衛門、励む！」では主人公を務め、若き日の盛定の様子が描かれる。
伊勢八郎貞興（いせ はちろう さだおき）
新九郎の5歳年上の兄。幼名は福徳丸（ふくとくまる）。
文正の政変後、足利義視に仕える。応仁の乱が起こると義視とともに伊勢国へ落ち延びる。翌年に帰京するが、人相が変わるほどの大きな刀傷を負っていた。義視との旅の中で、彼の人柄に触れたことで個人的に忠誠心を抱くようになり、伊勢家に戻れとの一門の命に反して義視の二度目の出奔に協力する。義視を追う新九郎たちの前に刀を抜いて立ち塞がるが、実の伯父である掃部助盛景によって討ち取られた。義視の「謀反」に協力した事実を隠すため、その死は「病死」とされた。
伊都（いと）
新九郎の3歳年上の姉。弟たちをとても可愛がっており、立場の弱い新九郎に代わって父・盛定に厳しく意見することもある。駿河守護・今川義忠と結婚した。義忠との間に一男一女を儲けるが、夫との死別により今川家の家督争いに巻き込まれ、一時的に子供たちと駿河から京に避難する。
京に戻った当初までは今川家の雑掌・妙音寺との対応を誤ったりと甘さがあったものの、義忠が残したとする譲状を偽造させるなど今川家の後室としてしたたかさが出てきた。小鹿派討伐後に帰駿すると、家中をまとめ上げて矢部氏らによる内乱をすんなり鎮圧させた。新九郎に功を労い、所領として富士下方を与える。
須磨（すま）
盛定の正室。貞親の妹。貞興と伊都の実母で、新九郎にとっては義母。家に迎えられた新九郎との間は少々ぎこちない。
盛定が近江国へ落ちのびた際には同行し、まんざらでもない様子であった。盛定の帰京には同行しておらず、近江の朽木家に預けられていたが、伊都の婚礼を前に都に帰還する。その後、京都で蔓延した麻疹にかかり亡くなる。
外伝「新左衛門、励む！」では結婚前の若き姿で登場。婚期を迎えた須磨を「貰ってくれ」と父・貞国が盛定に持ち掛けた所から外伝の物語が始まる形となっている。
伊勢弥次郎盛興（いせ やじろう もりおき）
新九郎の同腹の弟。新九郎の8歳年下。新九郎に「なんだかモヤっとしている」と言われてしまうほど特徴のない顔立ちだった。
母・浅茅の手許で育てられていたが、彼女が夫・伊勢貞藤と都落ちしてからは須磨のもとで育てられるようになる。
幼児期は竹馬に跨りながら小便を漏らすなど妙な行動も目立ったが、その後は継母の須磨に最初から甘えられるなど処世術が備わっており、理屈っぽくなりがちな新九郎をしばしば注意するなど、聡い少年へと成長している。
新九郎が下駿して不在の間に元服、同族であり烏帽子親でもある伊勢加賀守家に養子として入った。
ぬい
奉公衆・小笠原政清の末娘。年齢が近い亀（伊都の娘）と共に行儀見習いをすることになり、伊勢宗家の屋敷で定期的に顔を合わせているうちに、新九郎は彼女に好意を抱くようになる。そんな折、御所の女房として出仕が決まるが娘を溺愛する政清は気が進まず、代案として新九郎とぬいの相性のよさを感じていた貞宗が二人の結婚を薦める。ほぼ同時刻に新九郎がぬいに求婚し受け入れられたこともあり、うまくまとまった。
新九郎とは好対照におおらか（おおざっぱ）な性格。甘いものが好きな上に、分け与えることも好むため、結婚前から伊勢家家来衆の心を掴んでいた。結婚後は恰幅が良くなり、ぷにぷにとしたほっぺたをつつくことが新九郎の精神安定剤となっている。龍王丸の帰駿を前に長男・千代丸を出産した。
伊勢千代丸（いせ ちよまる）
新九郎の長男。生まれて間もなく父が駿河下向に伴い家を留守にしているため、祖父の正鎮になついている。

#### 伊勢伊勢守家
伊勢宗家であり、当主が幕府の財政を司る政所のトップである執事を歴任し、官途名伊勢守を名乗る。
伊勢伊勢守貞親（いせ いせのかみ さだちか）
新九郎の伯父。仮名は七郎。官途名は兵庫助→備中守→伊勢守。政所執事を務め、斯波家の家督争いに介入するなど絶大な権勢を誇ったが、文正の政変によって失脚し近江国へ落ちのびる。将軍義政の育ての親であり、義政の判断に振り回される一方で愛着を持っている。先妻（兵庫助の生母）は越前の甲斐氏出身であったが、離縁して若い夫人（その姉が斯波義敏の妾）を娶る。
応仁の乱が起こると将軍・足利義政に呼び戻され復権するが、日野勝光の排除を企てたことがきっかけで失脚。出家して若狭に蟄居、細川勝元の出家から都が混乱し乗じて上洛を画策するも、叶うことなく歿した。
伊勢兵庫助貞宗（いせ ひょうごのすけ さだむね）
貞親の嫡子。将軍・義政の嫡子・春王の傳役。仮名は七郎。官途名は兵庫助→伊勢守。
文正の政変の際、近江国へ落ちた貞親に代わって伊勢氏の惣領と政所執事職を受け継ぐ。千代丸が元服する際には彼に乞われて烏帽子親を務めた。その後貞親が再度失脚、出家した歳には、改めて惣領、政所執事職と共に伊勢守の名乗りを受け継いだ。貞親ゆずりの策謀家であるが、権勢欲の強かった部分は踏襲しないよう努めているが、年々容姿は似てきている。
伊勢貞陸 / 福寿丸（いせ さだみち / ふくじゅまる）
貞宗の嫡子。官名は兵庫助→備中守。山城国守護（就任翌年、父の貞宗に交代）。弥二郎の1歳上。弥二郎・義尚とは幼馴染。新九郎のことは気にかけており、政知から所領を貰ったと聞いたときは涙ぐんで喜んだ。妻は正親町三条公綱の娘で、元は将軍・義尚のお手付き。
伊勢貞藤（いせ さだふじ）
貞親の実弟で須磨の兄。通称は八郎、官名は兵庫助→備中守。
反伊勢派大名とも良好な関係を持っていたため、文正の政変後も京に残る。先妻を失っており、新九郎の母・浅茅を正室に迎える。応仁の乱が起こると、西軍斯波義廉と通じたという謀反の嫌疑をかけられ、都から追放されたが、西軍が足利義視を迎えて「西幕府」を設立するとその政所執事となり、「伊勢守」を自称する。乱の終結後は出家し、嫡男・貞職が幕職に復帰できるよう貞宗に頼んだ。
延徳3年9月に亡くなる。痢病とされていたが、本作では屋根から落ちて亡くなったとのこと。
浅茅（あさじ）
新九郎の実母。堀越公方被官・横井掃部助の娘。盛定の側室であったが、同居ではなく、横井家で暮らしている。
応仁の乱勃発後、先妻を失った貞藤の継室に迎えられ、新たに娘（新九郎の異父妹）も生まれている。盛定は貞藤に浅茅をとられたことを悔しがっているが、一方で横井家を守るための戦をしていると行動を理解している。貞藤が追放された際、貞藤と行動をともにした。貞藤の晩年からは京都の貞職邸で暮らし、新九郎・弥次郎兄弟との再会を果たす。
伊勢貞職（いせ さだもと）
貞藤の嫡子。新九郎とは従兄弟同士であり実母の継子と複雑な関係。応仁の乱時に変装して西軍側に訪ねてきた新九郎に（前述の通り互いに血の繋がった妹も生まれていることもあって）備前守家に居づらいなら自家に受け入れようと持ちかけたりした。
長享3年、足利義材の近臣として上洛し、義材に新九郎を紹介する。
伊勢伊勢守貞国（いせ いせのかみ さだくに）
外伝「新左衛門、励む！」に登場。貞親らの父で先代の伊勢守。
若き日の盛定（新左衛門）を気に入り、娘の須磨と娶せて婿とする。孫の誕生を盛定に再三催促し、伊都が生まれた翌年に死去。臨終の床で盛定に「もう一人、男子がいた方がいいぞ」と遺言を残した。

#### 伊勢肥前守家（備中伊勢家）
伊勢氏の支流で代々備中国の所領を継承し、幕府では奉公衆などを務めている。
伊勢掃部助盛景（いせ かもんのすけ もりかげ）
奉公衆。新九郎たちの伯父で盛定の次兄。仮名は九郎。官途名は掃部助。
本来、自分が全てを相続するはずだった備中国荏原荘の東半分が弟の盛定に与えられたため盛定の備前守家を嫌っている。荏原の西半分の西荏原を所領とする。貞親の腹心として京に居ついた盛定に対して領地に居ついて統治に心を砕いて地盤を固める。結果として新九郎が下向したころになると、荏原の住人のほとんどは東西の区別なく「掃部助家が領主」と認識するようになっていた（そもそも備前守家被官の一部を除けば誰も盛定の顔を知らず、当初は新九郎に対しても「掃部助さまの御身内が遊びに来た」と認識していた）。
足利義視の出奔の際には既に隠居の身ながら今出川邸を警備に当たっていたが、八郎を探しに来た新九郎の様子から事件を察して新九郎たちを尾行して鴨川の河原で追いつき、新九郎の眼前で八郎を討ち取った。
その後は新九郎に領地経営の指南をするなど若干態度が軟化していたが、新九郎が東荏原の売却を考え始めると近隣の揉め事のどさくさに掠め取ろうと画策、弥太郎を高越山城に送り込み、東荏原の家人たちも従ったことから、実効支配に成功した。
外伝「新左衛門、励む！」にも若き日の姿で登場。鼻筋にある傷は当時からのもの。
伊勢九郎盛頼（いせ くろう もりより）
奉公衆。新九郎たちの従兄で盛景の嫡男。仮名は九郎。新九郎が盛定の領主名代として備中荏原荘に下向した際には、新九郎に対して荏原の主が誰か思い知らせてやるとマウントを取るが、そのやり取りの中で新九郎を憎からず思うようになり、龍王丸の家督相続のお墨付きを得るための陰謀にも加担する。弦を側室とするが、京に既に正室と子がいる。弦との間に生まれた子（千々代丸）が新九郎にそっくりであるとして噂を立てられるも、本人は「誰が何と言おうが俺の子だ」としている。
利殖の才があり、何かと物入りとなっていた新九郎に東荏原の所領を担保に金を貸していたが、ついに売却が持ちかけられた際には盛景や弦の独断で話がこじれるかとヒヤヒヤしていた。
長男の弥八郎盛慶は後継ぎとして京の屋敷におり、元服してからは父と共に近江攻めにも参加している。
伊勢弥太郎隆資（いせ やたろう たかすけ）
盛頼の次男扱いの庶子（母は弦）。幼少期から荏原育ちで性格も見た目も新九郎によく似ている。弦の実家である那須家に養子に出されていたが、当主に実子が生まれたため呼び戻され、掃部助の名代として高越山城に入る。悪だくみは祖父や母が受け持っているためか伸び伸びとしている。
伊勢九郎盛利（いせ くろう もりとし）
盛頼の三男で荏原育ち。2歳違いの異母兄・弥太郎に対しては対抗心があるが、火事場泥棒的な祖父や弦のやり方に反発するなど要領が悪く、出奔した挙句に京の屋敷に逃げ込んでいた。盛頼に荏原に帰るよう諭されても拒否したため、勘当扱いで盛定（正鎮）のところに預けられる。
駿河に下向し新九郎の元で働くことになるが、九郎本人は新九郎と顔を会わせて（あくまで九郎本人の主観だが）弥太郎との関係を確信する。
伊勢八郎左衛門盛富（いせ はちろうざえもん もりとみ）
外伝「新左衛門、励む！」に登場。新九郎たちの伯父で、盛定の長兄。
父・盛綱の所領の内、丹後国川上本庄を相続したが、本編登場時には既に出家（肥前入道と名乗る）し、家督は嫡子の盛種に譲っている。
伊勢弾正忠貞固（いせ だんじょうちゅう さだかた）
奉公衆で申次を務める。盛富の子で盛種の弟。従弟である新九郎の事情を承知していることから、駿河に下向して丸一年出ずっぱりだった新九郎が顔を出した際にも普通に接している。我儘な義尚と、そのご機嫌を取るばかりの取り巻きに対しては身内が集まった場で愚痴をこぼしている。

#### 伊勢家被官
蜷川新右衛門親元（にながわ しんえもん ちかもと）
伊勢守家家宰として貞国、貞親、貞宗に仕える。アニメ『一休さん』に登場する「新右衛門さん」の実子。主が不在な際には政所執事代を務めるほどだったが、激務が災いしてか長享2年5月25日（1488年7月4日）に亡くなる。苦労を掛けた貞宗は当然ながら、幼少時から世話になった貞陸は死に目に会うことも出来なかったことを悔やんでいた。
室町時代の政務体制を知ることができる資料親元日記の著者。その体で単行本第1集 - 3集の解説ページ「蜷川新右衛門の室町コラム」での解説役も担当する。時折未来の事象まで口にするため新九郎から「いつの時代の人なんですか!?」と突っ込まれている。
大道寺右馬介重昌（だいどうじ うまのすけ しげまさ）
新九郎の傅役。妻が浅茅の妹のため、新九郎にとっては母方の義叔父に当る。
大道寺太郎重時（だいどうじ たろう しげとき）
右馬介の嫡子。新九郎とは従兄弟であり乳兄弟（母が浅茅の妹で新九郎の乳母）であるため主君の新九郎に対してタメ口であり、それをしばしば年長の在竹三郎にたしなめられる。
龍王丸帰駿に際しては国衆の調略を任され、新九郎が堀越公方よりもらった伊豆の所領の代官を買って出るなど、頼りになる存在となってきている。
荒川又次郎（あらかわ またじろう）
荒川又右衛門の子。新九郎より6歳年上。備中国荏原荘の生まれ育ちで、奉公衆のお役目のため荏原から上京してきた。冷静沈着で、家来衆のまとめ役もこなす。
在竹三郎（ありたけ さぶろう）
在竹兵衛尉の子。新九郎より5歳年上。荏原生まれ育ちで、又次郎とともに荏原から上京してきた。お調子者。三兄弟の末っ子で、長兄の太郎は掃部助家に仕える。
荒木彦次郎（あらき ひこじろう）
山城国生まれ。剣の達人で、度々主と対立する相手を「いざとなれば切り捨てます」と物騒な発言も行う。下戸で馴れ合いを好まない。
山中駒若丸 / 山中才四郎（やまなか こまわかまる / やまなか さいしろう）
本人は山城国生まれだが父が荏原出身。元服前だが新九郎の身の回りの世話をする条件で新九郎の荏原下向への同行が許された。文明8年四月に元服。家人の中では若手なのは変わらず、迂闊な性格もあってちょくちょく弄られている。駿河での家督争いで龍王丸らを暗殺しようとする賊によって射られるも、新九郎の彫った観音様を懐に忍ばせていたことで一命を取り留める。
多目権兵衛元成（ため ごんのひょうえ もとしげ）
浅茅の実家である横井掃部助の家人。西軍側の陣地に潜入した新九郎が帰る際に護衛した。主君である掃部助が行方知れずとなり伊勢家に厄介になっていたところ、場数を踏み世慣れした点を見込んだ新九郎に勧誘されて家臣となる。関東への偵察を命じられた際にも新参である自身の信用度の低さから古参の彦次郎を監視に付けるよう進言している。
笠原弥八郎（かさはら やはちろう）
荏原の現地で城代を務める笠原美作守の三男。荒川又次郎や在竹三郎と幼なじみ。荏原の情報に詳しく耳も早い。食い意地が張っており、飯時に現れたり登場した際にも常に何か食っている。掃部助家に東荏原を半ば乗っ取られて肩身が狭くなったことから、新九郎の許に来る。
弥助（やすけ）
荏原の家人。備中西部方言で話し、顔に傷のある男。新九郎より字を習い、その後京で新九郎の供を努めながらも字の練習を続け、「龍寶山」など見ないで書けるようになった。

### 足利一門
足利義政（あしかが よしまさ）
室町幕府第8代将軍。周囲からは「御所（様）」と呼ばれる。前言を翻すことが多く、新九郎はそのことを嫌っている。応仁の乱終結後は幕府の財政も気にせず新しい別邸の造営などを考えるなど基本的に我儘。
本人も内心では自身の優柔不断からくる行動は気にしており、背中の腫物で寝込んだ際には亡き父やお今の霊に責められる悪夢を見ている。自分が大人げないからか子供が嫌いで息子に対しては、どう扱ったら良いものかさじ加減が分からないなどと言うが、一緒に富子に対する愚痴を言い合った際には意気投合している。
足利義視（あしかが よしみ）
将軍の実弟。今出川の邸に住んでいるため周囲からは「今出川（殿、様）」と呼ばれる。正義感が強く、苛烈な性格は「普広院様に似ている」と評される。
義政に次期将軍を約されていたが、嫡子・春王が生まれたことで微妙な立場となっている。文正の政変の際に謀反の疑いで讒訴された経緯から伊勢家の人間を嫌っている。
応仁の乱が起こると細川勝元によって東軍の総大将に担がれるが、形勢が東軍不利に傾くと密かに伊勢へと落ち延びた。一年後に帰京するが、義政に側近の排除を諫言したために彼の怒りにふれ、また貞親らの復権によって幕府内での立場を失ったと思い込んで自らを追い詰めてしまい、再び出奔して比叡山に逃れる。その後、山名宗全によって西軍の「御所様」として迎えられる。西軍解体後は美濃へ下向することになるが、その際新九郎により恨み言を浴びせられている。
義尚の死を受けて将軍後継候補である息子・義材を連れて上洛。義材が将軍となるが、富子に対する疑念が晴れず、小川第を打ち壊す暴挙に出る。延徳3年正月7日、亡くなる。兄、義政が自分を気に掛けていたことを知り、義政に呼ばれるように逝った。
春王（はるおう） / 足利義尚
義政の嫡子。傳役の伊勢貞宗の邸で養育されていた。手製の竹馬を献上されたことから新九郎を気に入る。
9歳で元服し将軍となるが、仕事は義政や冨子に取り上げられた状態が続く。10代も半ばになるころには酒や女に耽りつつ、武張った行動に固執する傾向が強くなる。新九郎は父・盛定が義政の勘気を受けたとばっちりで役目を得ることができず、長じてからも所領や駿河の問題で京都に居つけない状態が続き、申次の職は得たものの、実質的に傍仕えができなかった。やがて義尚は猿楽師上がりの広沢彦次郎を始め、己におもねる者ばかりを重用するようになった。六角攻めを口実として、近江の鉤（まがり）に御所を建てて居つくが、相変わらずの酒浸りでますます健康を害した。後継ぎとなる男子もいないため、都では次期将軍の選定を始める中、いつ死んでもおかしくないと言われていたが、長享3年（1489年）3月26日に亡くなる。遺骸と共に帰京した広沢に今際の際に託した遺品は、かつて新九郎が作った竹馬だった。
日野富子（ひの とみこ）
義政の正室で春王の生母。
足利義材
左馬頭。義視の嫡男。美濃育ちで裏表のない真っ直ぐな青年。義尚の死によって将軍後継レースに引き込まれ、将軍となってからも明朗な性格は変わらず、清晃にも力になると言葉を掛ける。だが、父、義視が倒れ、亡くなった際には普段の鷹揚さが信じられないほど取り乱していた。
香厳院清晃
足利政知の子。将軍後継の予備として京の寺に入れられた。本作では足利茶々丸とは双子の兄弟で顔も瓜二つだが、当人たちはそれを知らない。義材の親切を屈辱に感じるなど自尊心が高い。茶々丸が公方家を簒奪したことに怒り、将軍となることに執着するようになる。

### 守護大名家

#### 細川家
細川右京大夫勝元（ほそかわ うきょうのだいぶ かつもと）
細川京兆家当主。
足利義視の後見人を務めており、「文正の政変」では舅・山名宗全とともに伊勢家の排斥に動いたが、政変後は伊勢一門と手を結び、幕府の主導権を握ろうとする宗全らと対立を深め、義視を総大将に担いで「応仁の乱」を引き起こす。発石木、足軽の活用といった新機軸の戦術を考案するが、その勝利のためには手段を択ばない姿勢に新九郎は恐れを抱く。また東軍内で立場を失い追い詰められていく義視の立場を理解していながら、彼が比叡山に出奔するとあっさりと見限っている。
外伝「新左衛門、励む！」にも、「出ておいた方がいいかなーと思った」との理由で1シーンだけ登場している。
細川九郎政元（ほそかわ くろう まさもと）
勝元の嫡子（幼名は代々・聡明丸）。文正元年（1466年）12月生まれ。勝元の猶子には年長の細川勝之がいたものの、応仁の乱和睦にあたって、生母が山名宗全の養女（実父は嘉吉の乱の赤松邸で将軍足利義教と共に殺害された山名熙貴）であることが優位条件となり、数え8歳で家督を継承した。
賢く有能であるが、（当時の武士の常識であった）烏帽子をかぶりたがらない、修験道に凝るなどの奇行が目立つため、後見人である細川政国を悩ませている。
幼少期から面識のある新九郎には友好的。駿河に下向することが多い新九郎に東国の情報提供を頼む一方で、（傍におきたいがために新九郎の駿河下向を嫌う）義尚を説得している。義尚が酒浸りになりいつ死んでもおかしくないと言われるようになると、清晃を次期将軍にするために暗躍する。
庄伊豆守元資（しょう いずのかみ もとすけ）
細川京兆家被官。一族の所領は備中荏原荘の東隣にある草壁荘。新九郎と知己があったことから、荏原荘の争論に立ち会う。
文明12年（1480年）、丹波国で拉致されていた政元の救出に貢献するが、その時の感状を安富元家と争った結果、備中に引き籠る。その後、（政元と対立するようになった）備中守護・細川勝久との合戦を起こした。

#### 山名家
山名宗全（やまな そうぜん）
山名家当主。政元の生母・亜々子の養父。「赤入道」の異名で知られる。声の大きい人物として描かれ、ほとんどの台詞の末尾に「!」が付けられている。
嘉吉の乱平定で武功を挙げ、凋落していた山名家の勢威をかつて「六分の一殿」と呼ばれた時代に匹敵するまでに取り戻した大人物。また豪放磊落な性格のため人望も高い。反対に勝利のためなら武士の作法に外れた戦法も辞さない勝元には怒りを露にしている（その後、西軍も同じ戦法をとったが）。
反伊勢派の大名たちに担がれ文正の政変を起こしたため、新九郎にとっては「親の敵」であるが、前述の性格のため新九郎も悪い感情は持っていない。
当初は娘婿の細川勝元と協調路線をとっていたが、幕府の主導権をめぐって対立を深めて決裂。西軍を立ち上げ応仁の乱を引き起こす。
乱の最中に、開戦前に行った碁の決着をつけるため、との名目で西軍陣地まで来た新九郎と邂逅。この時には既に半身が麻痺して重病の様相を見せるが、碁の勝負中には熱中する余り全盛期のような覇気を見せた。その後、貞親の四十九日から七日後に亡くなる。

#### 斯波家
斯波左兵衛督義敏（しば さひょうえのかみ よしとし）
斯波家当主。貞親に接近し当主の座に復帰した。義敏の妾の妹が貞親の継室である。文正の政変後、身の危険を感じ貞親と同時期に逐電する。
応仁の乱で東軍に属して義廉との家督争いを制するものの、領国のひとつであった越前は失う。

#### 畠山家
畠山尾張守政長（はたけやま おわりのかみ まさなが）
管領の任を大過なく務めていたが、従兄弟の畠山義就が上洛し宗全と手を結ぶと、強そうな方につくという義政の方針によって畠山家の家督と管領職を剥奪された。上御霊神社の戦いに敗れ行方をくらますが、赦免されて応仁の乱で東軍につく。義尚の元服式では伊勢貞宗に頼まれ、一時的に管領を務めた。右頬から口元にかけて大きな傷がある。
畠山右衛門佐義就（はたけやま うえもんのすけ よしひろ）
政長の従兄弟。政長との家督争いに敗れて京を追われていたが、上洛し宗全と手を結ぶことで畠山家の家督を与えられた。好戦的な性格で、貞宗のツテを使い西軍陣地に侵入した新九郎と、宗全の碁の場に同席した際には、会話の途中で新九郎を切り捨てようとし、宗全に窘められた。その後も伊勢家を信用しておらず、東軍のスパイと見做した新九郎を暗殺しようとする。応仁の乱では西軍の一角として戦い、乱終結後は河内に下り、政長との戦を継続する。

#### 大内家
大内周防介政弘（おおうち すおうのすけ まさひろ）
周防・長門・豊前・筑前の守護。宗全の招きを受け、西軍に加わるべく大軍を率い上洛した。西軍において最大の勢力を有して、畠山義就と行動を多く共にし、新九郎と宗全の密会時も同席する。10年の在京後、貞宗の工作を受け兵を引くこととし、盟友義就の離京を見送り国へ戻る。

### 荏原

#### 備中那須家
那須修理亮資氏（なす しゅりのすけ すけうじ）
備中那須家当主。伊勢掃部助家の九郎盛頼は資氏を損得の計算が出来る男と評している。伊勢家に従わざるを得ない荏原で、西の領主の伊勢掃部助家と東の領主の伊勢備前守家を両天秤にかけることで那須家の存在感を高めようとしている。
実子に男子がいないため、弦の実弟・資頼を養子としたが、資頼は体が弱く、「蒲柳の質で、生命力は姉（弦）がすべて持っていったような」と評している。
先祖が頼朝公から賜ったという下し文を大事にしているが、新九郎が実際に見たところ下し文は贋作であった。
弦姫、弦（つるひめ、つる）
資氏の従妹。他家に嫁に行っていたことがあり、後家として出戻ってきた。弦は前の夫との結婚で子が出来なかった自分を石女と思いこみ、那須家に出戻ってきた後は落胆半分で気楽に生きていた。普段は男装で4歳のころから毎日稽古する弓馬を得意とし、伊勢家の者として弓馬に自信を持つ新九郎に流鏑馬で勝負し競い勝った。新九郎は弦姫に次第に心を惹かれていき、気持ちを通わせるが、伊勢家との和解条件として伊勢盛頼に側室として嫁ぐとともに、弟・資頼を子がいない資氏に養子入りさせた。その後、新九郎にそっくりな千々代丸を産み、自身の弟の養子（那須弥太郎隆資）として押しつけたが実子が生まれたため、騒動のタネになることを避けて呼び戻すが、当の息子からは厚意的に受け取られており、内心動揺している。

### 駿河

#### 今川家
今川治部大輔義忠（いまがわ じぶのだゆう よしただ）
今川家当主。駿河国守護。仮名は彦五郎。官途名は治部大輔、上総介。新九郎の姉の伊都からは「黙っていれば、いい男」と評される性格の明るい若干お調子者の美男子。
享徳の乱では鎌倉を攻め落とした英雄。伊勢盛定に請われ、応仁の乱のさなかの応仁2年（1468年）将軍御所警護を名目に上洛。その実は東軍に味方することで、かつて失われた分国・遠江国の守護職を今川家に取り戻すことにあった。
上洛の際に盛定の娘で新九郎の姉の伊都（のちの北川殿）を見初め、盛定の取りなしもあり正室に迎え結婚する。駿河へ帰国後の文明2年（1470年）女児（亀）が、文明5年（1473年）男児（龍王丸）が生まれた。
今川亀（いまがわ かめ）
文明3年（1471年）生まれ。今川義忠とその正室・伊都（北川殿）の長女。龍王丸の姉、新九郎の姪にあたる。父・義忠の死により駿府館を退去後は母・伊都、弟・龍王丸と共に京都の母の実家・伊勢家へ身を寄せた。行儀見習いの仲間に小笠原政清の末娘・ぬい（のちに新九郎の妻となる）がいた。その後、公家・正親町三条実望に嫁いだ。
今川龍王丸（いまがわ たつおうまる）
文明5年（1473年）生まれ。今川義忠とその正室・伊都（北川殿）の嫡子・長男。亀の弟、新九郎の甥にあたる。
4歳の時、今川家当主の父・義忠が遠江国攻略において戦死。今川家では遠江侵攻が幕命に反したものであったとして幕府に恭順の意を示すため、義忠の嫡子の龍王丸ではなく、義忠の従弟の小鹿新五郎範満を家督に据えるべきと主張する家臣達がおり、龍王丸は嫡子に生まれながら家督争いに巻き込まれることとなる。叔父・新九郎の交渉により一旦は家督争いから身を引くこととなり駿府館を退去、母・伊都、姉・亀と共に京都の母の実家・伊勢家へ身を寄せた。
帰駿を控えるころになってようやく口数が増えつつあるものの、落ち着きのない行動が目立つため暗愚に見られがちだが、洞察力が鋭く、周りの大人を感心させる言動がみられる。しかし、まだまだ子供っぽさが抜けず身体も弱いため、小鹿派との家督争いに勝ったあとも元服は先送りされ、しばらくは伊都が家長を代行することになった。
小鹿（今川）新五郎範満（おしか（いまがわ） しんごろう のりみつ）
今川家の一門衆。義忠の従弟。関東での関東管領と古河公方の戦いに対し、幕府は駿河国の今川家、甲斐国の武田家など周辺国の守護大名に関東管領を支援し出兵するよう命令していたが、今川家では義忠の命で範満が当主の名代として最前線の五十子陣に出陣した。また堀越公方への今川家としての新年の挨拶も、義忠に代わり範満が名代として伊豆国・堀越御所を訪問し行っている。
義忠の死後は家督を代行して家中をうまくまとめていたが、病を得て先が長くないこと、自身を支えてくれている小鹿派の利害関係もあって、龍王丸ではなく甥の孫五郎に今川の家督を継がせようという欲が生まれる。対面した龍王丸に大器の片鱗を感じて迷うが、自身が倒れている間にのっぴきならない所まで事態が進行してしまい、新九郎の船を使った迂回襲撃によって館が攻め落とされたことで、観念し火を放って切腹した。
小鹿徳寿丸 / 小鹿（今川）孫五郎（おしか とくじゅまる / おしか（いまがわ） まごごろう）
範満の甥。新五郎からは勇猛果敢で将来を継ぐに相応しい器を持つとみなされていたが、その若さゆえに伯父の側からしか事態を見られず、後継者として宣告された後に伯父が病に倒れると、新九郎が龍王丸を飾りに専横をしていると考えて兵を挙げてしまう。しかし、家臣たちの認識は「新五郎が当主で無ければ誰であっても同じ」であったため、新九郎に調略を受けた元味方からも攻め込まれ、討ち死にした。
小鹿竹若丸 （おしか たけわかまる ）
範満の甥で孫五郎の弟。むめと共に小川湊を訪れ人質となる。龍王とは仲良くなるが、戦後は当主家と血が近すぎるとして寺に入れられる。処刑されてしまってもおかしくない立場だったが、龍王に万が一があった時の予備として新九郎が生かした。龍王本人からは自身の元服の暁に小鹿家を再興すると約束を貰っている。
むめ
上杉政憲の娘。新五郎の妻。父（新五郎の弟）を失い、母も身体をこわした徳寿丸・竹若兄弟の母親代わりとなる。
小鹿派と龍王丸派との衝突を避けさせようと、冷静さを失っている新五郎には内緒で（三浦次郎左衛門の手を借り）小川湊を訪れ人質となる。戦後は伊豆の円成寺にて尼となるが、近い将来に伊豆が荒れることを見越した政憲の進言により、竹若丸と共に駿河に戻る。

#### 今川家家臣
柴屋軒宗長（さいおくけん そうちょう）
義忠の近習である僧侶。右筆を務めるほか、詩歌に長けている。
戦においても義忠に同行し、遠江国横地城からの撤兵戦で義忠の最期を看取ったことを伊都に語り、京で新九郎には主君の死に何もできなかった無念を語るところが描かれている。義忠が戦死し今川家が騒乱状態になるとこれを嫌って京都へ上り連歌を武器に公家や僧侶、上級の武家など社交界の人々と交流を持つが、ここで得た公家や幕府の動向を密かに駿河にいる伊都に手紙で伝えている。連歌においては宗祇、禅においては一休宗純の弟子であり、新九郎に春浦宗熙（一休と同門の養叟宗頤を師に持つ）を紹介し、大徳寺参禅の世話をした。
堀越源五郎義秀（ほりこし げんごろう よしひで）
今川一門の遠江今川家。義忠戦死による龍王丸と小鹿範満の家督争いでは龍王丸派として動く。範満の守護代行就任後も駿府に残り、龍王丸派に情報を提供するが、のちに小鹿派が龍王丸との対決姿勢を鮮明にした際に粛清された。
瀬名一秀（せな いっしゅう）
義秀の息子。堀越貞延の養子であったが、貞延に実子・貞基が生まれたため袋井の海蔵寺に入れられていた。義秀の死後、後継であった兄弟も戦死していたため伊都が駿河に呼び寄せ、龍王丸の命により瀬名氏を名乗り、側近として仕えるようになった。僧侶で物腰が柔らかいことから、ビビリの龍王丸も気を許している。
朝比奈丹波守（あさひな たんばのかみ）
山西衆を代表する家臣。若き日の義忠と伊都の結婚に際して、「宗家では無いので家格が低い」と反対の意向を示すも、当の義忠には最終的に「惚れてしまったのだ」と言われ、それなら仕方ないと納得した。義忠戦死による龍王丸と小鹿範満の家督争いでは龍王丸派に付く。血気盛んで、義忠戦死後はたびたび小鹿派と戦おうとしたが、そのたびに新九郎に戦力差などを示されるなど説得されて矛を収めていた。
戦が始まってからは、新九郎の策を受けて小鹿派による丸子城攻めから守り抜いた。戦後は出家し、息子の俊永が後を継いだ。
岡部右兵衛（おかべ ひょうえ）
朝比奈と共に龍王丸派の代表的家臣。戦時には朝比奈と共に得願寺に陣取り、丸子攻めを耐え抜いている。戦後は出家し、長男の平四郎が後を継いだ。
福島修理亮（くしま しゅりのすけ）
義忠戦死により今川家中が動揺する中、小鹿新五郎範満が家督を相続すべきと一番最初に進言し、小鹿派の重臣筆頭となる。
龍王丸の帰駿にあたっては後見人である新九郎の暗殺を図った。新五郎が病に倒れると、既に孫五郎を後継とする意向を示していたことから、孫五郎を唆して「伊勢新九郎討伐」を名目に龍王派との戦を始める。その頃には息子の兵庫允（ひょうごのじょう）も修理亮の権威を笠に着ての無礼な言動が目立ち、家中からも問題視されていた。
戦は小鹿派の敗北に終わり、息子も討たれる。矢部左衛門尉に匿われていたようだが、矢部の内乱が鎮圧されると再度逃亡する。再起を図ろうと彷徨っていた所、落ち武者狩りに襲われ死亡。その首が届けられるも、終結後に駿河に戻ってきた伊都からは「あっそ」の一言で済まされるなど、既に重要視されていなかった。
福島彦四郎（くしま ひこしろう）
修理亮の甥。戦支度を進める伯父に対し慎重な態度を見せる。実は新九郎と通じており、従兄弟の兵庫允を急襲し龍王派の勝利に一役買った。戦後は行方不明の伯父らに代わり、福島家の家督を相続する。
三浦左衛門入道（みうら さえもん にゅうどう）
出家し入道姿となっている老臣。義忠戦死による龍王丸と小鹿範満の家督争いでは小鹿派の中でも最強硬派であったが、2年後の文明10年に亡くなっている。
三浦次郎左衛門（みうら じろうざえもん）
駿河三浦氏。父親ほど小鹿への拘りはなく、龍王丸派との争いは避けたいと考えており、新五郎の妻・むめが人質として小川に行くのを助けた。その後、増長した福島父子に反感を覚えたこともあって、丸子攻めで朝比奈丹波守の談合に応じ、戦後は本領を安堵された。
斎藤加賀守（さいとう かがのかみ）
丸子の国人領主であり、朝比奈に次ぐ龍王丸派の重鎮となる。戦乱時には同地に設置した龍王丸御座所にて指揮を執った。
興津左衛門尉（おきつ さえもんのじょう）
小鹿派の重臣の一人。次郎左衛門と共に丸子攻めの陣を張るも、その場で次郎左衛門や庵原と福島親子の横暴ぶりに腹を立てていた。攻めるに攻めきれない中で談合を終えた次郎左衛門の説得で龍王丸方に転じる。戦後は一門の嘆願で弟に家督を譲り隠居する代わりに所領安堵となる。
庵原左衛門尉（いはら さえもんのじょう）
小鹿派の重臣の一人。興津と共に丸子攻めの最前線に立つも、やはり福島親子の態度に腹を立て、次郎左衛門の扱いには「ワシなら切り捨てていた」と発言している。戦後は興津と同じく隠居し、嫡子に家督を譲ることで所領安堵となる。
矢部左衛門尉（やべ さえもんのじょう）
矢部（現在の静岡市清水区）の領主で、今川家の戦乱が落ち着いた後の論功行賞において新九郎が主導したことに強い不満を持ち、駿東の国人衆たちの一部に支持され決起。戦上手に加え龍王・新九郎方の統制が取れていないことからしぶとく抵抗を続け、新九郎の帰京が遅れる原因となる。
最終的に伊都が帰駿することによって家臣がまとめ上げられると多勢に無勢で一気に攻め立てられ、切腹し果てた。
葛山氏堯（かつらやま うじたか）
河東を有する領主。山東の蒲原氏との間に領地争いを抱える。かつては堀越公方との間にも争いを抱えていたが新九郎が取りなした過去を持ち、蒲原との境目争いの仲介役を引き受ける代わりに龍王丸派についた。
蒲原左衛門尉（かんばら さえもんのじょう）
山東の領主で、河東の葛山氏との間に領地争いを抱える。元は小鹿派だったが、むめと竹若が人質となったことを聞き、富士浅間神社に訪れ大宮司の富士家との相談や太郎による説得によって中立派となることを決める。
戦後、伊都から義忠の遺領である富士下方を取り返すよう命じられた新九郎に再び太郎を派遣され、隠居している父親の説得もあって渋々ながらも下方を手放すことを決める。
長谷川次郎左衛門（はせがわ じろうざえもん）
山西地域小川湊（現在の焼津市）の代官として今川家に従うが、自ら海運業を営む有徳人（富裕層）でもある。上方や西国とも取引も行なっている関係からか、伊都の輿入れのころには既に伊勢家とは懇意にしており、新九郎一行が駿河や東国に行く際にも世話をしている。
文明8年（1476年）、龍王丸とその母・伊都が駿府館から退去すると、龍王丸派が多い山西地域の次郎左衛門は龍王丸と伊都を龍王丸が元服するまで小川湊の自らの館に住まわせようとしたが、館を刺客に襲撃されたことで龍王丸と伊都は新九郎と共に京都へ向かうこととなる。
小鹿範満との家督争いでは清水湊に立ち寄る船を増やすという条件を出し、周辺の国衆調略に一役買っている。
伊達三郎（いだて さぶろう）
駿河伊達氏。清水の知行を任されており、長谷川を通じて新九郎が清水湊から海を経由して駿府に攻め入る手助けをした。同族の著名人を模したと思われる眼帯姿が特徴で、太郎からは「人相が悪い」と怪しまれている。
賢仲繁哲（けんちゅう はんてつ）
小川湊近くにある林雙院の住持。備中出身。遠縁にあたる新九郎たちの行動には興味津々。寺の開基者が長谷川次郎左衛門であることもあって、新九郎一行が駿河下向した際には寺に受け入れ拠点とさせている。

### 伊豆
足利左馬頭政知（あしかが さまのかみ まさとも）
室町幕府第6代将軍・足利義教の子。第8代将軍・足利義政の庶兄（異母兄）。将軍家の一員として京の都に生まれ、弟の足利義視同様仏門に入っていたが、将軍を継いだ義政に求められ、新たな「鎌倉公方」になるため還俗する。
幕府が廃した元々の鎌倉公方であった古河公方・足利成氏に代わり、幕府が公式に認める新たな鎌倉公方として京都から下ってきたが、伊豆国・堀越まで来たところで鎌倉入りを止められ以降長年に渡りそこに留まることとなる。事実上伊豆に逼塞状態であるため、新九郎は京都からの情報を持ってきてくれるよい客人であった。
最初の子供が双子であったため、兄の茶々丸は庶子とした。（形式上の）長男（清晃）は京都の寺に入れ、次期将軍候補の一人になっている。義尚の病の情報を得ると、清晃の将軍就任が現実を帯びてきたため、野心を隠さなくなる。その様子は新九郎からも「以前は世捨て人のようだったが別人のようだ」と評されている。延徳3年4月11日に死去。
足利茶々丸
政知の庶子。本作では嫡子の寿王（清晃）とは双子の兄弟であり、本来は嫡子だが、双子であることを隠すため庶子とされる。真相を打ち明けられないまま育ち、上杉政憲により幽閉される。政知の死後、狩野介らによって脱獄する際に蜂起し、伊豆の国主に推戴される。
円満院
政知の正室。茶々丸は庶子だと思っていたが、政知が亡くなる間際に真実を伝えられる。しかし、今更茶々丸には愛情がわかず、三男・潤童子に公方家を継がせようとしていた。茶々丸の脱獄・蜂起に伴い、狩野らの軍勢によって殺害された。
上杉治部少輔政憲（うえすぎ じぶのしょう まさのり）
堀越公方に仕える執事。弟上杉（一色）政煕は義政の側近。娘のむめを小鹿範満に嫁がせた。小鹿派に度々手を貸すことがあったものの、道灌の死後は清晃の将軍就任のためにも新九郎や政元・貞宗と懇意にしたい主君の政知により、小鹿派への援軍は止められていた。
茶々丸には「じい」と呼ばれ懐かれていたが、茶々丸の素行が改まらず、政知との関係が悪化する一方、茶々丸の家督相続を期待する国人衆との板挟みから気を病み、茶々丸を幽閉することを引き換えに自害した。
狩野介祐貞
伊豆の国人・狩野氏の当主。姪が政知の妾だったことから、茶々丸の名目上の母の伯父となる。政知の死後、関戸吉信とともに茶々丸の脱獄・蜂起を手助けする。
関戸播磨守吉信
茶々丸の傅役。南伊豆の国人。
松田弥次郎直秀
堀越公方奉公衆。茶々丸の蜂起により所領を失い、備前松田家と親類であることから誼を通じていた新九郎を頼る。

### 関東
上杉顕定（うえすぎ あきさだ）
山内上杉家当主。関東管領。幼名は龍若（たつわか）。第1集で元服前の13歳の上杉龍若が、前管領の病死により将軍の指名で室町幕府の関東管領職を歴任する山内上杉家の家督を相続するところが挿話的に描かれており、後にほぼ同じ年齢の新九郎（早雲）と関わりを持つことが蜷川新右衛門による解説ページでメタフィクション的に指摘されている。その後元服し顕定を名乗り、16歳で関東管領に就任、古河公方との28年戦争享徳の乱を引き継いで戦っていくことになる。実父は越後上杉家当主の房定。
長尾左衛門尉景信（ながお さえもんのじょう かげのぶ）
山内上杉家の家宰。長尾景春の父。若き主君 上杉顕定を支え、享徳の乱では関東管領軍の総大将を務め、古河を包囲した際は古河公方足利成氏を取り逃がすなど失態はあったが、総じて人望はあり優れた大将であった。が、文明5年（1473年）6月、五十子陣で病没。
長尾四郎左衛門尉景春（ながお しろう さえもんのじょう かげはる）
長尾景信の嫡子。通称・孫四郎。もともと享徳の乱で数々の戦功をあげながら主君・上杉顕定（龍若）が評価しないことに不満を持つ。主君・顕定は父・長尾景信の死により山内上杉家家宰の座を父の弟で叔父の長尾忠景に指名したため景春は激怒。五十子陣への兵糧搬入の妨害など反抗を開始する（長尾景春の乱）。
感情の起伏が激しく、顕定らに怒りをぶちまけたかと思えば、道灌の死の知らせを聞くと額を打ち付けて出血しながら走り回って悲しみを表現するなどしてしており、意図的にやっているならともかく、本音駄々洩れな性格は家宰（主君と家臣間の調整役）には向かない。
上杉五郎修理大夫定正（うえすぎ ごろう しゅうりのだいふ さだまさ）
山内上杉家の分家扇谷上杉家で、若い当主の扇谷上杉政真を支える叔父。政真が古河公方との戦で戦死すると扇谷上杉家の当主となる。
甥で扇谷家当主だった政真の生存中は、扇谷家一門の定正は扇谷家家宰の太田資長（道灌）と、共に政真や政真が仕える関東管領の上杉顕定を支える同僚のような関係であったが、政真が戦死し定正が扇谷家当主となると、定正は資長（道灌）の主君として資長に命令を出す立場となる。しかし、立場が変わってもいつまでも自身のことを「五郎殿」と呼んだり、有能過ぎて口も悪く、周囲からのやっかみも耐えない資長に度々その態度を直すよう忠告するも、一向に改善されない様に不満を募らせて行くことになる。
さらに山内家を差し置いて関東管領の地位を奪うことを進言したり、勝手に嫡子を決め古河公方に出仕させるなどの道灌の振舞いに周囲の家臣の不満が爆発。とうとうそれを捨て置けなくなったことから、近臣の曾我兵庫助に道灌を誅殺させる。事が成された時に涙を流すなど、長年の友でもあった道灌を自ら手にかける必要が出来たことには複雑な感情があった模様。
道灌を粛清したものの、結局は家臣の反乱を契機に山内上杉家との戦い（長享の乱）が勃発してしまうが、古河公方を味方につけて一時休戦に持ち込んだ。
太田六郎左衛門大夫資長（おおた ろくろう さえもんのだいふ すけなが）
扇谷上杉家の家宰。通称・六左。
幼少のころから鎌倉五山や足利学校で学び英才で知られ、成人してからも戦上手な武将として知られる。頭は非常にキレるが奢った発言をすることもある。
享徳の乱では利根川を境に古河公方と対峙した関東管領側の最前線のひとつとして、当時江戸湾（東京湾）に流れ込んでいた利根川河口の江戸に江戸城を築城し居城とする。本作では長尾景春が太田資長の軍勢を「江戸勢」と呼んでいる。
本作では新九郎が初めて伊豆に行った際に温泉で出会う。出家し道灌（どうかん）と号してから、今川義忠戦死後の家督争いで小鹿側に立ち、新九郎との調停では終始優位に交渉を進めた。
度々主君である定正の頭を飛び越えるような振舞いが目立ち、それが他の家臣からの批判にも繋がったことで、ついに定正により誅殺される。
太田道真（おおた どうしん）
扇谷上杉家の前家宰で資長の父。越生に在住する。概ね息子の行動や山内家の決定を追認するが、山内家との戦をも考える息子の動きに対しては強く諫めている。

### その他
横井掃部助時任（よこい かもんのすけ ときとう）
堀越公方被官。新九郎、弥次郎、大道寺太郎の母方の祖父。尾張国衆で、京都に屋敷を構える。盛定は横井家の取次を務めていた（文正の政変後、取次は貞藤に引き継がれる）。
応仁の乱で屋敷を焼かれたため、娘婿の伊勢貞藤の邸に避難していた。新九郎元服の際には、「時」の字を偏諱として与える。西軍斯波義廉（尾張守護）と通じたという嫌疑をかけられ、一度は切腹も考えたが思いとどまり、国許の息子に家督を譲って剃髪し、裁きを待つ身となる。
日野勝光（ひの かつみつ）
公家・日野家の当主で富子の兄。内大臣。将軍正室の兄という立場を活かして義政の側近に収まる。今川家の家督問題で新五郎側の仲立ちをしていたが急死した。
葉室光忠（はむろ みつただ）
公家。足利義視・義材とともに美濃国に下向していたことから、義視父子らが帰京すると側近に収まる。義材個人に対しては敬愛の念が感じられるが、他の者に対しては軽い扱いをする。
正親町三条実望（おおぎまちさんじょう さねもち）
公家。今川義忠の娘・亀（新九郎の姪）の夫。
大舘尚氏
幕臣で申次衆筆頭。新参者であった新九郎が意見したことに激怒するも、その意見を取り入れて義尚を説得し、ちゃっかり自身の手柄とするなど、申次としてはそれなりに優秀。
左近次（さこんじ）
物語冒頭で新九郎が出会った風来坊。完全なオリジナルキャラクター。
骨皮道賢が布陣した伏見稲荷社を山名の軍勢に破壊されたことで住処を失ったとほのめかしたことから狐（きつね）とも、伏見稲荷社の神位である正一位とも呼ばれる。
第四集にて新九郎の備中下向前に再会した際には鎧師をしており、鎧（八郎の形見）の仕立て直しを引き受ける。争乱の絶えない関東で仕事をしながら新九郎へ情報を流すなどするようになるほか、京都では盛定（正鎮）の命で義材の風説を流布したこともある。
再登場した時期から「朝起きられない」などと嘯きつつ夜にだけ現れるようになる。一見すると老けた様子もなく、鎧師としての作業も到底作業には向かない薄暗い中で行っている。
奈良の甲冑師である左近士（さこんし）派で修行をしていたと聞いたことから、新九郎は「左近次」と呼ぶことにした。

## 年表
| 関連年表          |        |                                                                 |                                                                      |        |                                                                      |
| 和暦              | 西暦   | 出来事（概ね史実 ）[*:日本語版ウィキペディアで確認できないもの] | 出来事（概ね史実 ）[*:日本語版ウィキペディアで確認できないもの]      | 満年齢 | 新九郎及びその周辺の状況（史実[*]含む）                              |
| 和暦              | 西暦   | 京都・西国                                                      | 関東・駿河                                                           | 満年齢 | 新九郎及びその周辺の状況（史実[*]含む）                              |
| 文安5年           | 1448年 |                                                                 |                                                                      |        | 盛定、伊勢貞国の娘須磨と結婚。東荏原の地を分割し与えられる。（外伝） |
| 宝徳3年           | 1451年 |                                                                 |                                                                      |        | 八郎貞興誕生（外伝）                                                 |
| 享徳2年           | 1453年 |                                                                 |                                                                      |        | 伊都誕生（外伝）                                                     |
| 康正2年           | 1456年 |                                                                 |                                                                      | 誕生   | 新九郎誕生（外伝）                                                   |
| 長禄2年           | 1458年 |                                                                 | 足利政知、関東公方（堀越公方）として伊豆に入る。（49話）             |        |                                                                      |
| 寛正5年           | 1464年 |                                                                 |                                                                      | 8歳    | 弥次郎誕生                                                           |
| 文正元年          | 1466年 |                                                                 |                                                                      | 10歳   | 8月 新九郎、上洛し盛定と同居（1話）                                  |
|                   |        | 9月 文正の政変（2話）、伊勢貞親離京、貞宗が継いで政所執事に。   |                                                                      |        | 盛定、貞親と共に、須磨を伴い離京。                                   |
|                   |        |                                                                 |                                                                      |        | 八郎は足利義視に出仕、新九郎は細川勝元の元に通う（4話）              |
|                   |        |                                                                 |                                                                      |        | 新九郎、勝元邸にて山名宗全に会う（5話）                              |
|                   |        |                                                                 | 上杉顕定（龍若）、家督を継ぐ（5話）                                  |        |                                                                      |
|                   |        | 12月 細川政元誕生（5話）                                        |                                                                      |        |                                                                      |
| 文正2年           | 1467年 | 1月 応仁の乱前哨戦 管領畠山政長邸焼き討ち（6話）                |                                                                      |        |                                                                      |
| 応仁元年          | 1467年 | 5月 応仁の乱 武田信賢、一色義直邸を急襲                         |                                                                      |        |                                                                      |
|                   |        | 6月 伊勢貞親帰洛（7話）                                         |                                                                      |        |                                                                      |
|                   |        |                                                                 |                                                                      | 12歳   | 6月10日 新九郎元服、伊勢盛時と名乗る(7話)、義政に拝謁(8話)           |
|                   |        |                                                                 |                                                                      |        | 8月23日 伊勢貞藤、浅茅を伴い離京、弥次郎を引き取る（9話）            |
|                   |        | 8月 足利義視出奔（9話）                                         |                                                                      |        | 八郎、義視に従い伊勢に下向。                                         |
|                   |        | 11月 今川義忠上洛（9話）                                        |                                                                      |        | 盛定、義忠を伴って帰洛。                                             |
| 応仁2年           | 1468年 | 7月 今川義忠駿河帰還（12話）                                    |                                                                      | 13歳   |                                                                      |
|                   |        | 9月 足利義視帰洛（12話）                                        |                                                                      |        |                                                                      |
|                   |        | 11月 足利義視、西軍へ（15話）                                   |                                                                      |        | 兄貞興死去。伊都、義忠に嫁ぐ（15話）                                 |
| 文明2年           | 1470年 |                                                                 |                                                                      | 14歳   | 伊都、亀を出産                                                       |
| 文明3年           | 1471年 |                                                                 |                                                                      | 15歳   | 2月荏原郷へ赴任(17話)                                                |
|                   |        | 4月 貞親失脚（17話）                                            |                                                                      |        | 盛定失職・出家。家督を継承（29話）                                   |
|                   |        | 7月 疱瘡・はしか流行                                            |                                                                      |        | 須磨死去、荏原郷から一時帰洛（39話）                                 |
|                   |        |                                                                 |                                                                      |        | 8月勝元に面会、宗全と密会（42話）                                    |
|                   |        |                                                                 |                                                                      |        | 9月から翌年にかけ荏原と京を一月毎に往復                              |
| 文明4年           | 1472年 |                                                                 | 4月 古河公方反攻                                                     |        |                                                                      |
|                   |        | 5月 細川勝元隠居、政元が後継する。                              |                                                                      |        |                                                                      |
|                   |        | 5月 宗全切腹未遂。                                              |                                                                      |        |                                                                      |
|                   |        | 8月 山名家の家督が政豊に譲られる。                              |                                                                      |        |                                                                      |
|                   |        |                                                                 |                                                                      |        | 弦姫、千々代丸（那須弥太郎隆資）出産（67話から）                     |
| 文明5年           | 1473年 | 2月 貞親死去(44話)                                              |                                                                      | 17歳   | この年多くを京都で過ごす。                                           |
|                   |        | 3月 山名宗全死去（45話）                                        |                                                                      |        |                                                                      |
|                   |        | 5月 細川勝元死去（46話）                                        |                                                                      |        |                                                                      |
|                   |        |                                                                 | 6月 長尾景信が五十子陣で没し、景春が家宰の継承を望むも頓挫。（46話） |        |                                                                      |
|                   |        |                                                                 | 今川氏親（龍王丸）誕生（47話）                                       |        |                                                                      |
|                   |        |                                                                 |                                                                      |        | 丁子屋で借財をする。（47話）                                         |
|                   |        |                                                                 | 11月 上杉政真討死、定正継承（47話）                                  |        |                                                                      |
|                   |        |                                                                 |                                                                      |        | 12月 駿河へ下向（48話）                                              |
|                   |        | 12月 足利義尚将軍宣下（48話）                                   |                                                                      |        |                                                                      |
| 文明6年           | 1474年 |                                                                 |                                                                      | 18歳   | 1月 伊豆訪問（49話）                                                 |
|                   |        |                                                                 |                                                                      |        | 太田道灌と邂逅、政知に対面                                           |
|                   |        | 4月 細川・山名和睦（50話）                                      |                                                                      |        |                                                                      |
|                   |        |                                                                 | 8月 義忠遠江西征（51話）                                             |        |                                                                      |
|                   |        |                                                                 | 12月 義忠凱旋（51話）                                                |        |                                                                      |
| 文明7年           | 1475年 |                                                                 | 2月 甲斐敏光、東軍へ寝返り遠江守護代に任命され下向（51話）           | 19歳   |                                                                      |
|                   |        |                                                                 | 7月 義忠再西征（51話）                                               |        |                                                                      |
| 文明8年           | 1476年 |                                                                 | 2月 義忠横死（51話）                                                 | 20歳   |                                                                      |
|                   |        |                                                                 | 今川家、後継をめぐり内紛。                                           |        | 4月 範満らとの調停に駿河へ下向（53話）                               |
|                   |        |                                                                 |                                                                      |        | 6月 太田道灌、駿河に入る（54話）。新九郎、道灌と交渉（55-57話）      |
|                   |        | 6月 日野勝光逝去（57話）                                        |                                                                      |        |                                                                      |
|                   |        |                                                                 |                                                                      |        | 8月 交渉が妥結。伊都・氏親、駿府を退去し、代わって範満が入る（58話） |
|                   |        |                                                                 |                                                                      |        | 10月 道灌、駿河を退去（60話）                                        |
|                   |        |                                                                 |                                                                      |        | 11月 新九郎、伊都母子を伴い帰洛（61話）                              |
| 文明9年           | 1477年 |                                                                 | 1月 五十子の戦い「長尾景春の乱」（62話）                             |        |                                                                      |
|                   |        |                                                                 | 4月 道灌、景春を迎撃（63話）                                         |        |                                                                      |
|                   |        |                                                                 | 6月 景春、古河公方に降る（63話）                                     |        |                                                                      |
|                   |        | 9月 畠山義就離京（64話）                                        |                                                                      |        |                                                                      |
|                   |        | 10月 大内政弘降伏（64話）                                       |                                                                      |        |                                                                      |
|                   |        | 11月 足利義視離京し美濃へ下る、応仁の乱終結（64話）             |                                                                      |        |                                                                      |
| 文明10年          | 1478年 |                                                                 |                                                                      | 22歳   | 2月 義尚の御供衆となる（65話）                                       |
|                   |        |                                                                 |                                                                      |        | 夏、凶作の報せに、荏原に向かう。（66話）                             |
|                   |        |                                                                 |                                                                      |        | 今川家の家督継承工作                                                 |
|                   |        |                                                                 |                                                                      |        | 9月 荏原から帰洛（69話）                                             |
| 文明11年          | 1479年 |                                                                 |                                                                      | 23歳   | 譲状の偽装工作（70話-73話）                                          |
|                   |        |                                                                 |                                                                      |        | 12月 龍王丸の相続が認められる（73話）                                |
|                   |        | 12月 細川政元、一宮宮内大輔一族に拉致される（77話）             |                                                                      |        |                                                                      |
| 文明12年          | 1480年 |                                                                 |                                                                      | 24歳   | 1月 駿府へ下向、7年後の家督譲渡を約束させる（74話）                  |
|                   |        |                                                                 |                                                                      |        | 1月 弥次郎元服、伊勢盛興を名乗る（77話）                             |
|                   |        |                                                                 |                                                                      |        | 2月 帰洛（77話）                                                     |
|                   |        | 3月 政元、救出される（77話）                                    |                                                                      |        |                                                                      |
|                   |        |                                                                 |                                                                      |        | 秋 弥次郎、伊勢貞綱の養子となる（80話）                              |
|                   |        |                                                                 | 12月 寿王（後の足利義澄）誕生（80話）                                |        | 足利茶々丸誕生                                                       |
| 文明13年          | 1481年 |                                                                 |                                                                      | 25歳   | 9月 徳政を申請（81話）                                               |
| 文明14年          | 1482年 |                                                                 | 11月 都鄙和睦（83話）                                                |        |                                                                      |
| 文明15年          | 1483年 |                                                                 |                                                                      | 27歳   | 10月 申次衆就任（85話）                                              |
| 文明16年          | 1484年 |                                                                 |                                                                      | 28歳   | 6月 ぬいと結婚（88話）                                               |
| 文明17年          | 1485年 | 1月 奉行衆お目見え事件*（89話）                                 |                                                                      |        |                                                                      |
|                   |        | 5月 奉行衆筆頭布施英基逐電*（89話）                             |                                                                      |        |                                                                      |
|                   |        | 6月 義政出家（89話）                                            |                                                                      |        |                                                                      |
|                   |        | 12月 山城国一揆（90話）                                         |                                                                      |        |                                                                      |
|                   |        | 12月 布施・飯尾殺害*-義政時代の終わり（90話）                   |                                                                      |        |                                                                      |
| 文明18年          | 1486年 |                                                                 | 正月太田資康、古河公方に出仕*（93話）                                |        |                                                                      |
|                   |        |                                                                 |                                                                      | 30歳   | 春 焼津郷の代官となり、荒川又次郎を派遣する（92話）                  |
|                   |        |                                                                 | 7月 定正、道灌を誅殺（93話）                                         |        |                                                                      |
| 文明19年          | 1487年 |                                                                 |                                                                      | 31歳   | 正月 亀、正親町三条実望に嫁ぐ（95話）                                |
|                   |        | 寿王、上洛して香厳院を継承、出家して法名を清晃と名乗る（95話）  |                                                                      |        |                                                                      |
| 長享元年          | 1487年 | 7月 改元                                                        |                                                                      |        | 千代丸（後の氏綱）誕生*（96話）                                      |
|                   |        |                                                                 |                                                                      |        | 8月 龍王丸を伴い駿河へ下向（96話）                                   |
|                   |        |                                                                 |                                                                      |        | 伊豆にて政知と会談（98話）                                           |
|                   |        | 9月鈎の陣（101話）                                              |                                                                      |        |                                                                      |
|                   |        |                                                                 | 11月山内顕定と扇谷定正が対立（長享の乱）（126話）                    |        |                                                                      |
|                   |        |                                                                 |                                                                      |        | 11月 得願寺の対面（104話）                                           |
|                   |        |                                                                 | 11月8日 範満側が堀越源五郎を誅殺*（106話）                           |        |                                                                      |
|                   |        |                                                                 | 11月9日 伊勢盛時、駿河館を襲撃・範満誅殺（109話）                    |        | 駿河館（今川館）襲撃                                                 |
|                   |        |                                                                 | 12月 矢部左衛門尉蜂起*（110話）                                      |        |                                                                      |
| 長享2年           | 1488年 |                                                                 |                                                                      | 32歳   | 3月 伊都・駿河へ下向（111話）                                        |
|                   |        |                                                                 | 3月 矢部氏反乱鎮圧*（111話）                                         |        |                                                                      |
|                   |        |                                                                 |                                                                      |        | 3月 富士下方を所領とする*（111話）                                   |
|                   |        |                                                                 |                                                                      |        | 6月 遠江から瀬名一秀を連れ戻す（111話）                              |
|                   |        |                                                                 |                                                                      |        | 7月 堀越御所訪問、堀越公方奉公衆に補任*（111話）                     |
|                   |        |                                                                 |                                                                      |        | 10月 帰洛                                                            |
| 長享3年           | 1489年 | 3月 義尚逝去（115話）                                           |                                                                      |        |                                                                      |
|                   |        |                                                                 |                                                                      | 33歳   | 義政に拝謁、政知の近況等を報告（116話）                              |
|                   |        | 4月 義視・義材親子、美濃から上洛（116話）                       |                                                                      |        |                                                                      |
| 延徳2年           | 1490年 | 1月 義政逝去（119話）、義材将軍職に就任（120話）                |                                                                      |        |                                                                      |
|                   |        |                                                                 |                                                                      | 34歳   | 5月義材に申次として出仕（121話）                                     |
|                   |        |                                                                 | 8月 茶々丸幽閉、上杉政憲自害（122話）                                |        |                                                                      |
| 延徳3年           | 1491年 | 1月 義視逝去（123話）                                           |                                                                      |        |                                                                      |
|                   |        | 3月 政元東国行                                                  |                                                                      |        |                                                                      |
|                   |        |                                                                 | 4月 政知逝去（124話）                                                |        |                                                                      |
|                   |        |                                                                 |                                                                      | 35歳   | 5月下旬 駿河へ下向                                                   |
|                   |        |                                                                 | 7月 茶々丸蜂起、堀越公方簒奪（125話）                                |        | 伊豆の知行を剥奪される。                                             |
|                   |        | 8月 義材六角征伐（126話）                                       |                                                                      |        |                                                                      |
|                   |        |                                                                 |                                                                      |        | 9月 貞藤 逝去                                                        |
|                   |        | 10月 京兆家内衆庄元資、守護細川勝久に反乱（備中大合戦、126話）  |                                                                      |        |                                                                      |
|                   |        |                                                                 |                                                                      |        | 10月 駿河より帰洛                                                    |
|                   |        |                                                                 |                                                                      |        | 11月 隆資、高越山城入城（127話）                                     |
|                   |        |                                                                 |                                                                      |        | 12月 東荏原領を盛頼に譲渡（127話）                                   |
| 延徳4年           | 1492年 |                                                                 |                                                                      | 36歳   | 4月 次子（後の氏時）誕生（130話）                                    |
| 明応元年          |        | 7月 疫病流行、改元                                              |                                                                      |        |                                                                      |
|                   |        |                                                                 |                                                                      |        | 8月 駿河下向（131話）                                                |
|                   |        |                                                                 | 甲斐武田家の内紛に今川より兵を出す。                                 |        | 9月 甲斐出陣（131話）                                                |
|                   |        | 12月 義材、六角征伐より凱旋（131話）                            |                                                                      |        |                                                                      |
| 明応2年           | 1493年 | 2月 義材、河内遠征（131話）                                     |                                                                      |        |                                                                      |
|                   |        | 4月 洞松院、赤松政則に輿入れ（133話）                           |                                                                      |        |                                                                      |
|                   |        | 4月 明応の政変 清晃が将軍義遐となる。（134話）                  |                                                                      |        |                                                                      |
| 1. 2. 3. 4. 5. 6. |        |                                                                 |                                                                      |        |                                                                      |

## 書誌情報
- ゆうきまさみ 『新九郎、奔る！』 小学館〈ビッグコミックススペシャル〉、既刊20巻（2025年7月11日現在）
  1. 2018年8月14日発行（同年8月9日発売[15]）、ISBN 978-4-09-860001-4
ゆうきの漫画家としての初期の代表作の一つ『究極超人あ〜る』の約31年ぶりの新刊第10集と同日発売となった[16]。
  2. 2019年4月17日発行（同年4月12日発売[17]）、ISBN 978-4-09-860334-3
  3. 2020年1月15日発行（同年1月10日発売[18]）、ISBN 978-4-09-860521-7
  4. 2020年6月16日発行（同年6月11日発売[19]）、ISBN 978-4-09-860671-9
  5. 2020年10月17日発行（同年10月12日発売[20]）、ISBN 978-4-09-860810-2
  6. 2020年12月16日発行（同年12月11日発売[21]）、ISBN 978-4-09-860829-4
  7. 2021年5月17日発行（同年5月12日発売[22]）、ISBN 978-4-09-861088-4
  8. 2021年9月15日発行（同年9月10日発売[23]）、ISBN 978-4-09-861165-2
  9. 2022年2月15日発行（同年2月10日発売[24]）、ISBN 978-4-09-861291-8
  10. 2022年5月17日発行（同年5月12日発売[25]）、ISBN 978-4-09-861368-7
  11. 2022年9月17日発行（同年9月12日発売[26]）、ISBN 978-4-09-861446-2
  12. 2023年1月17日発行（同年1月12日発売[27]）、ISBN 978-4-09-861615-2
  13. 2023年4月12日発売[28]、ISBN 978-4-09-861745-6
  14. 2023年10月12日発売[29]、ISBN 978-4-09-862581-9
  15. 2024年1月12日発売[30]、ISBN 978-4-09-862728-8
  16. 2024年4月11日発売[31]、ISBN 978-4-09-862813-1
  17. 2024年8月8日発売[32]、ISBN 978-4-09-863050-9
  18. 2024年12月12日発売[33]、ISBN 978-4-09-863117-9
  19. 2025年3月12日発売[34]、ISBN 978-4-09-863381-4
  20. 2025年7月11日発売[35]、ISBN 978-4-09-863507-8